# Villages protohistoriques du Mont Capanne
Les villages protohistoriques du Mont Capanne sont un ensemble de sites archéologiques situés dans les communes de Marciana et de Campo nell'Elba, dans l'ouest de l'île d'Elbe, en Toscane, en Italie. Ils ont été édifiés durant l'Âge du bronze, entre le XVIIe et le XIe siècle av. J.-C.

## Description
Visuellement reliés les uns aux autres, les villages étaient situés sur les crêtes et contreforts du Mont Capanne et des montagnes voisines, non loin des cours d'eau saisonniers, à une altitude comprise entre 400 et 900 m.
Les habitations étaient des cabanes de forme ovale faites en pisé sur une base en pierre, couvertes par un toit en bois et en argile, comme le prouvent les restes de plâtre trouvés dans le village de San Bartolomeo (rattaché au village actuel de Chiessi).
Les tombes étaient constituées de petites sépultures rupestres créées dans les nombreuses cavités des blocs de granodiorite du Mont Capanne. Dans plusieurs cas (Le Calanche, Le Mure, La Tabella) des murets ont été construits dans de grandes formations rocheuses.

## Vestiges archéologiques
Les vestiges trouvés sur les différents sites témoignent d'une société agropastorale : meules en basalte du Haut Latium, poids de métier à tisser, bobines et fuseaux en argile, vases vernis utilisés pour faire bouillir le lait, fragments de poêles en argile, pierres ponces probablement utilisées pour lisser les peaux, et galets marins utilisés comme chauffe-laits dans la production de fromage. 
Les artéfacts trouvés sur ces sites sont conservés au Musée archéologique de Marciana (it).

## Principaux sites
Liste des sites archéologiques, répartis par fraction (subdivision communale) des communes de Marciana et de Campo nell'Elba :
- Marciana :
  - Monte Giove
  - Masso dell'Aquila
  - Serraventosa
- Poggio :
  - Crino delle Puntate
  - Crino di Montecristo[1]
  - Monte Maolo
  - Calanche (Poggio), le village le plus haut (900 m)
- San Piero in Campo :
  - Masso alla Guata
  - Piane del Canale
  - Site mégalithique de Sassi Ritti[2]
  - Sasso
  - Chiusa Borsella
  - Campitini (it)
- Seccheto :
  - Valle dell'Inferno
- Pomonte :
  - Le Mure
  - Caprilacci
  - Piane alla Terra
- Chiessi :
  - Site de l'ancienne église San Bartolomeo

## Galerie

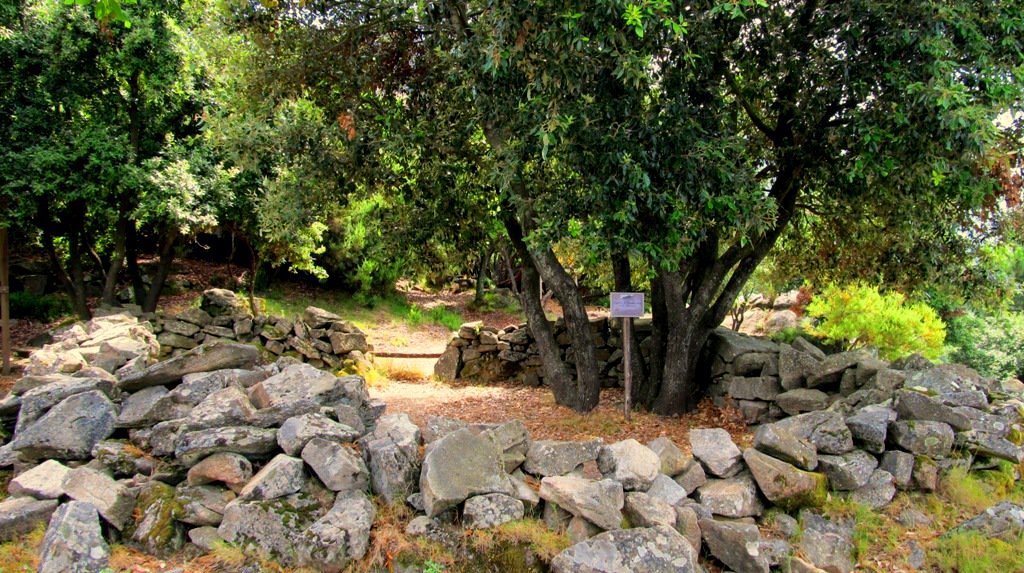
Crino di Montecristo.
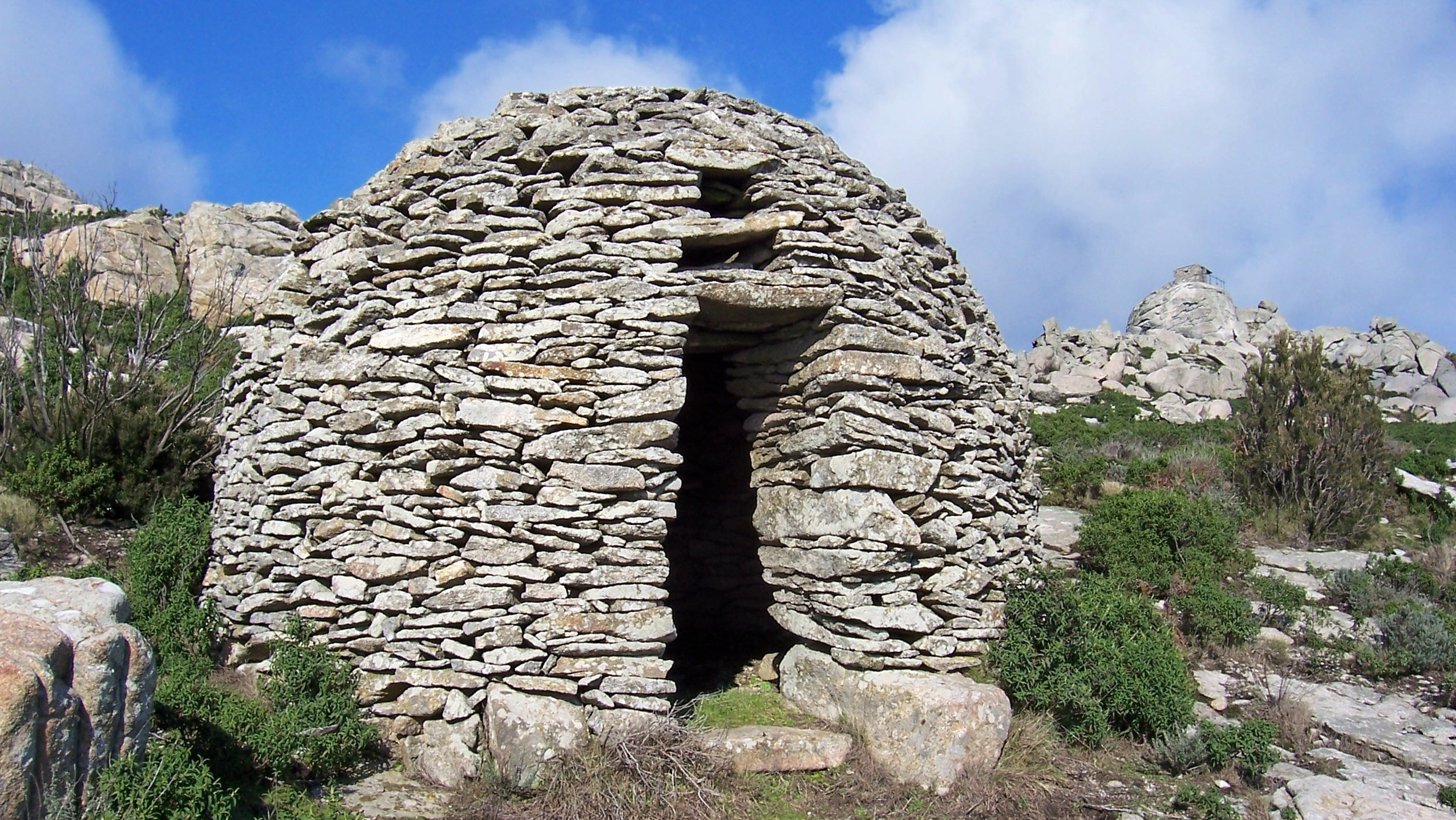
Caprile della Guata.
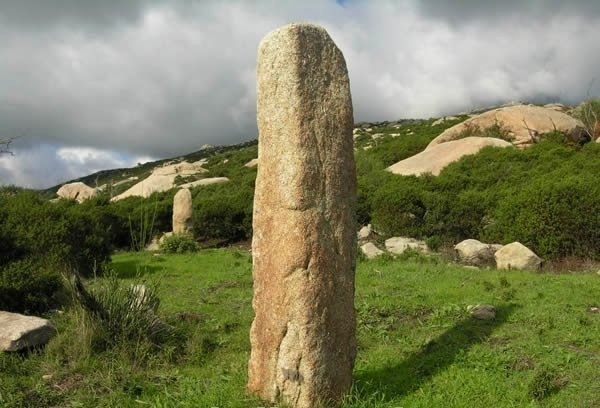
Sassi Ritti.
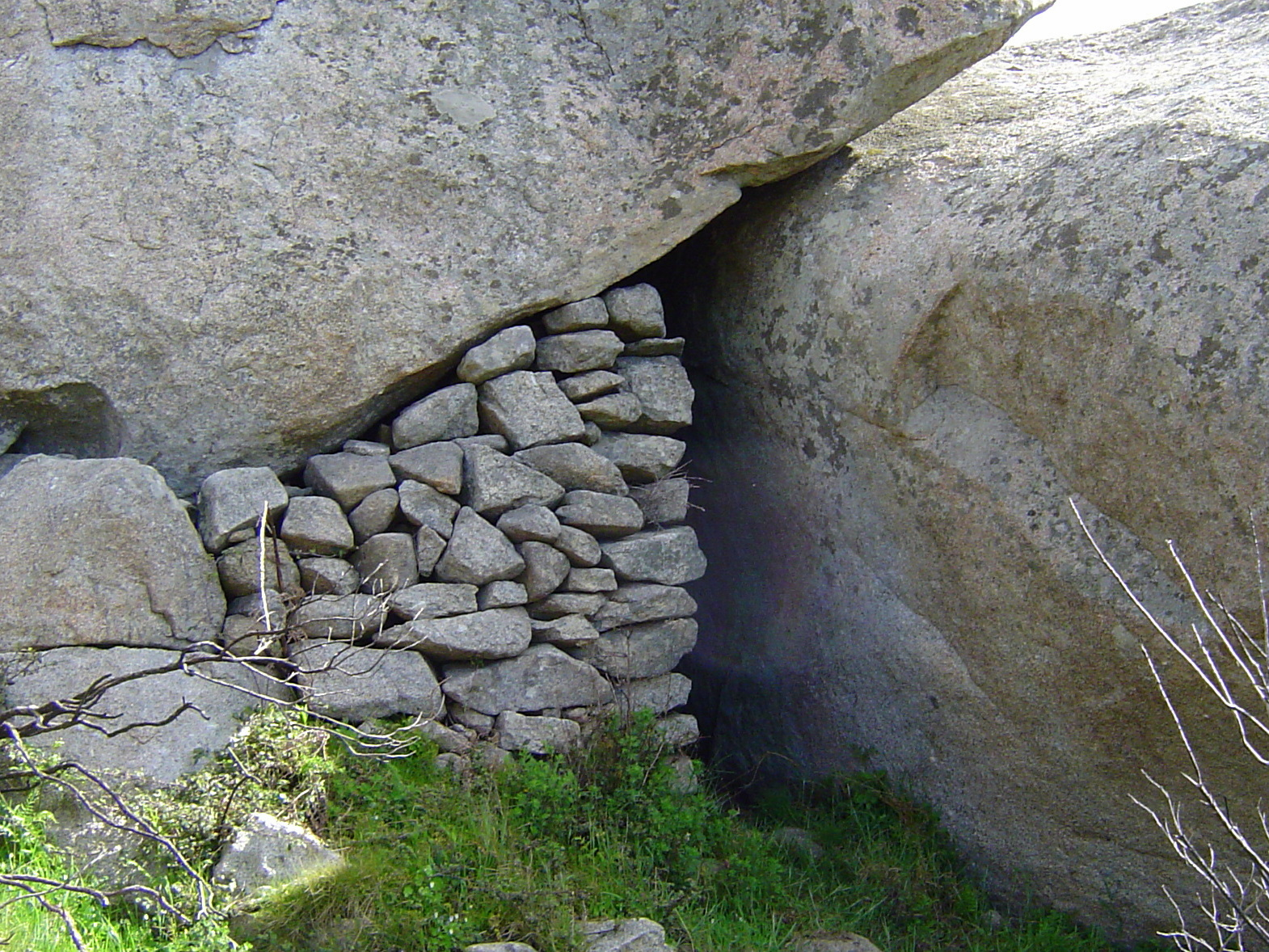
Chiesa Borsella.